# Фо (чжуинь)

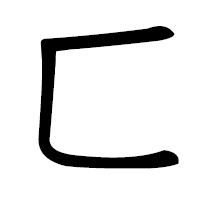
Фо

Фо — четвёртая буква алфавита чжуинь, обозначает  глухой губно-зубной спирант /f/. В слоге может быть только инициалью (кит. 声 — шэн), как инициаль образует в стандартном путунхуа 9 слогов. Романизация слогов с инициалью ф- совпадает и в пиньине и в системе Уэйда — Джайлза.
| ㄈ                | ㄈ                | ㄈ                | ㄈ               |
| ----------------- | ----------------- | ----------------- | ---------------- |
| ㄈㄚ — fa — фа    | ㄈㄢ — fan — фань | ㄈㄤ — fang — фан | ㄈㄟ — fei — фэй |
| ㄈㄣ — fen — фэнь | ㄈㄥ — feng — фэн | ㄈㄛ — fo — фо    | ㄈㄡ — fou — фоу |
| ㄈㄨ — fu — фу    |                   |                   |                  |